# Marquês de Pereira Coutinho
Marquês de Pereira Coutinho é um título nobiliárquico  criado pelo rei Juan Carlos I de Espanha, a favor de Vasco Manuel de Quevedo Pereira Coutinho.

## Marqueses de Pereira Coutinho
1. D. Vasco Manuel de Quevedo Pereira Coutinho (1952), 1.º Marquês de Pereira Coutinho.

```
Marquês de Pereira Coutinho
```

1. Pelo Real Decreto 502/2011, de 7 de Abril de 2011, Sua Majestade o Rei Juan Carlos I, concedeu o título de Marquês de Pereira Coutinho a D. Vasco Manuel de Quevedo Pereira Coutinho, isto pela “estrecha vinculación de la familia Pereira Coutinho a la Corona española, que mereció en su día el reconocimiento de mi antecesor, el Rey Don Carlos III.”
2. Com efeito, e desde o século XVII, a família Pereira Coutinho prestou diversos serviços às Coroas de Portugal e de Espanha, e procurou contribuir para o aprofundar das relações entre os dois países.
3. De entre estes serviços, destaque-se a acção do 1o morgado de Soídos, João Álvares Coutinho. Este Fidalgo da Casa Real de Portugal e Cavaleiro da Ordem de Cristo, foi também Sargento-mor das Capitanias de Pernambuco e Baía, e defendeu valorosamente estes territórios dos ataques holandeses de 1638, quando Felipe IV de Espanha reinava em Portugal como Felipe III. Na altura, a Baía era a capital do Vice Reino do Brasil, que pertencia à Coroa de Portugal.
4. O 1o morgado de Soídos, João Álvares Coutinho, é décimo avô de D. Vasco Manuel de Quevedo Pereira Coutinho.
5. No século XVIII, D. Jerónimo António Pereira Coutinho, 6o Morgado de Soídos, e tetraneto do referido João Álvares Coutinho, 1o Morgado de Soídos, recebeu do rei Carlos III o título de Marquês de Soídos, com Grandeza de Espanha (1785). A carta de concessão do título refere expressamente a acção do 1o morgado de Soídos na defesa da Baía contra os holandeses.
6. Para a concessão desta dignidade, muito contribuiu também a acção de D. Francisco Xavier Pacheco de Vilhena Coutinho (primo co-irmão do 1o marquês de Soídos); e de D. João Pacheco Pereira Coutinho, irmão secundogénito do 1o marquês de Soídos.
7. Tanto D. Francisco Xavier como D. João Pacheco Pereira Coutinho, seguiram muito novos para a corte de Madrid, e integrados no séquito da infanta D. Maria Barbara de Bragança (que viria a tornar-se rainha de Espanha - mulher do rei D. Fernando VI. D. Francisco Xavier Pacheco de Vilhena Coutinho foi Fidalgo da Casa Real de Portugal e, em Espanha, foi Marechal de campo, Tenente General e governador de armas da Galiza; Capitão-mor da Corunha e governador de armas de Alicante; D. João Pacheco Pereira Coutinho foi Mordomo e Gentil- homem, com entrada, do rei Carlos III, do seu conselho, e do de Carlos IV; Presidente do Tribunal de Contas de Madrid etc. Foi ele que ajustou o casamento da infanta D. Carlota Joaquina (filha de D. Carlos IV), com o futuro D. João VI de Portugal.
```
8. O título de marquês de Soídos, com grandeza de Espanha, foi usado pela família Pereira Coutinho até ao 4o marquês. No princípio do século XX, a sua descendência, que vivia em Portugal, acabou por não se encartar na sucessão do mesmo.
```

9. Em 1909, D. Francisco Sánchez Pleytes e Hidalgo de la Quintana, conseguiu obter a reabilitação do título de marquês de Soídos, invocando uma ligação remota com os anteriores titulares. Note-se que D. Francisco Sánchez Pleytes não descendia de nenhum dos anteriores marqueses de Soídos.
10. O parentesco invocado por D. Francisco Sánchez Pleytes e Hidalgo de la Quintana com a família Pereira Coutinho, chamado “de sinfón”, remonta ao século XV. Ou seja, para justificar a sucessão no título de marquês de Soídos, com Grandeza de Espanha, o requerente teve de
remontar ao século XV para encontrar um ascendente comum com os marqueses de Soídos da Família Pereira Coutinho. (cf. o anexo “ESTUDIO SOBRE EL MARQUESADO DE LOS SOIDOS Y LOS DERECHOS SOBRE EL MISMO ”, pelo Prof. Dr. D. Carlos Rogel Vide, Catedrático de Derecho civil de la Universidad Complutense de Madrid, e Prof. Dra. Da Vanessa E. Gil Rodríguez de Clara, Profesora de Derecho civil de la Universidad CEU San Pablo).
11. O título de marquês de Soídos, G.E., é hoje usado pelos descendentes de D. Francisco Sánchez Pleytes e Hidalgo de la Quintana.
12. Refira-se que a família Pereira Coutinho manteve a ligação aos representantes da Coroa Espanhola, designadamente através de D. Vasco Manuel de Quevedo Pereira Coutinho.
13. Como o também expresso no Real Decreto 502/2011, de 7 de Abril de 2011, Sua Majestade o Rei Juan Carlos I entendeu pois por bem que a acima referida “estrecha vinculación de la familia Pereira Coutinho a la Corona española” (...) “merece ser nuevamente reconocida en la persona del señor Vasco Manuel de Quevedo Pereira Coutinho”, razão pela qual lhe foi concedido o marquesado de Pereira Coutinho.
14. Refira-se que Sua Majestade o Rei Juan Carlos I é sexto neto do Rey Dom Carlos III que concedeu o titulo ao 1o Marques de Soidos , e D. Vasco Pereira Coutinho, Marques de Pereira Coutinho, é sexto neto por legitima varonia do 1o Marques de Soidos, Grande de Espanha. e decimo primeiro neto do 1o Morgado de Soidos.